# Хипогликемија
Хипогликемија је пад шећера у крви услед слабог функционисања јетре, дужег неуношења хране, као и превеликог физичког и психичког замора или снажне анксиозности. Хипогликемија се манифестује у виду отежаног дисања, бледила, знојења, осећања глади и помућења свести.
Хипогликемија се сматра главним и ограничавајућим фактором у лечењу гликемије типа 1 и дијабетеса типа 2.

## Етиопатогенеза
Хипогликемија је један од чешћих узрок губитка свести и по правилу се јавља код инсулин зависног облика шећернe болести, као једна од компликација примене инсулина.
Спектар клиничких знакова и сисптома у хипогликемији зависи од  облика хипогликемије. Болесник, на почетку развоја (до губитка свести) може сам да препозна почетак хипогликемије и на тај начин правовремено спречи њен даљи развој. Такав облик хипогликемије не захтева помоћ другог лица.
Хипогликемије која доводи до пуног губитка свести захтева помоћ другог лица. Овај облик хипогликемије може довести до „мирне“  коме и хипогликемије са провоцираним епилептичким нападом.

## Класификација хипогликемије
| Нивои      | Вредности глукозе                                                                                              |
| ---------- | --- |
| Први ниво  | <70 mg/dL (3,9 mmol/L) до ≥54 mg/dL (3,0 mmol/L)                                                               |
| Други ниво | 54 mg/dL (3,0 mmol/L)                                                                                          |
| Трећи ниво | Тешки облик који се карактерише измењеним менталним и/или физичким статусом који захтева лечење хипогликемије. |

## Клиничка слика
Класичну клиничку слику хипогликемије карактеришу следећи симптоми:
- Профузно презнојавање и осећајем хладноће
- Замагљење вида и  несвестица,
- Неуобичајено понашање (конфузија, поремећајем говора, тремор)
- Периоралне парестезије,
- Општа слабост,
- Палпитације, страх и осећај глади.

У случају наставка хипогликемије долази до узнемирености, конфузије, а потом губитка свести и повремених провоцираних (акутних симптоматских) епилептичних напада. 

## Терапија
Примена глукозе доводи до брзог опоравка свести и повлачења симптома.

## Исход
Губитак свести изазван хипогликемијом најчешће је транзиторан, због брзог активирања глуконеогенетског система рефлексима симпатикуса, којих доводе до пораста гликемије и опоравка свести. 
Међутим код болесника са учесталим хипогликемијама, рефлекс симпатикуса временом слаби, тако да се може настати стање продужене коме са смањеном тенденцијом ка активацији глуконеогенетског пута, која доводи у опасност живот болесника, због трајног оштећења мозга, изазваног продуженим трајањем хипогликемијских кома.
У поређењу са синкопом и епилепсијом, хипогликемија представља ређи узрок пролазног губитка свести.